# Palais des Sports Pierre Mendès France
Der Palais des Sports Pierre Mendès France ist eine Mehrzweckhalle in der französischen Stadt Grenoble, die vorwiegend für Eishockey genutzt wird. Es besitzt eine Kapazität von 12.000 Zuschauern und wurde zu den Olympischen Winterspielen 1968 eröffnet. Die Halle trägt den Namen des Politikers Pierre Mendès France (1907–1982). Direkt neben der Halle steht das 2008 eröffnete Fußballstadion Stade des Alpes.

## Nutzung
Das Palais de Sports war während der Olympischen Winterspiele 1968 Austragungsort des olympischen Eishockeyturniers, 1972 und 1981 fanden zudem die Leichtathletik-Halleneuropameisterschaften in der Arena statt. Beim Finale des europäischen Basketball-Landesmeisterpokals 1979 wurde mit 15.000 Zuschauern ein neuer Besucherrekord in der Halle aufgestellt. 1983 war der Palais des Sports erneut Finalort dieses Wettbewerbs, ebenso wie des Davis Cups 1983.